# Alain Fournier (Informatiker)
Alain Fournier (* 5. November 1943 in Lyon, Frankreich; † 14. August 2000 in Vancouver, Kanada) war ein Professor an der University of British Columbia, der vor allem auf dem Gebiet der Computergrafik arbeitete.

## Leben
Fournier wuchs in Frankreich auf und schloss 1965 seinen B.Sc. in Chemie am INSA in Frankreich ab. Nachdem er Mitte der 1960er Jahre von Frankreich nach Montreal ausgewandert war, machte er 1967 seinen M.Sc. in Chemie an der Universität Montreal, schrieb ein Lehrbuch über Chemie mit und unterrichtete das Fach von 1967 bis 1975 am Collège Ahuntsic in Québec. Seine Karriere in der Computergrafik erstreckte sich über etwa 20 Jahre. Im Jahr 1980 promovierte er an der University of Texas in Dallas unter der Leitung von Zvi Meir Kedem in Informatik.
Zusammen mit Donald Fussell und Loren Carpenter berichtete er 1980 in einer bahnbrechenden Arbeit über stochastische Modellierung über die Ergebnisse seiner Doktorarbeit. Danach schlug er eine akademische Laufbahn ein, zunächst an der University of Toronto im Rahmen des Dynamic Graphics Project und anschließend an der Universität von British Columbia, an der er erst Associate Professor und dann Professor in der Abteilung für Computerwissenschaften und Leiter einer Forschungsgruppe über Computergrafik war. Er hat bei ACM Transactions on Graphics als Autor, 1987 als Co-Gast-Herausgeber einer Sonderausgabe und von 1990 bis 1992 als Mitherausgeber mitgewirkt.
Er starb am 14. August 2000 in Vancouver an einem Lymphom.

## Forschung
Fournier leistete Beiträge auf dem Gebiet der Computergrafik, indem er die Modellierung von Naturphänomenen untersuchte. Er schlug eine Methodik vor, bei der Simulationen durch den Vergleich mit Bildern realer Phänomene validiert werden, die er als impressionistische Grafiken bezeichnete, was eine Revolution in diesem Sektor darstellte und später unter anderem in Arbeiten der Filmstudios Lucasfilm und Pixar Verwendung fand. Ein Beispiel ist sein Artikel über die Modellierung von Meereswellen. Andere spätere Arbeiten beschäftigten sich mit den Themen Beleuchtungs- und Abschattungsmodelle, Lichttransport, Rendering sowie Sampling und Filterung.
Fournier veröffentlichte im Laufe seines Lebens zahlreiche wissenschaftliche Publikationen. 
Im Nachruf der Universität wird gewürdigt, dass seine Arbeit einen tiefen und dauerhaften Einfluss auf die Computergrafik ausgeübt hat. Seine Arbeiten machten bedeutende Fortschritte in einer Reihe von Bereichen, darunter Beleuchtungsmodelle, Lichttransport, Rendering sowie Abtastung und Filterung.
In Anerkennung seines Beitrags zur Welt der Computergrafik existiert seit 2005 der jährlich vergebene Alain-Fournier-Preis für die beste in Kanada veröffentlichte Doktorarbeit auf dem Gebiet der Computergrafik. Der zu diesem Zweck gegründete Alain Fournier Memorial Fund richtet diesen Preis aus und die Verleihung erfolgt auf der Graphics Interface conference.

## Bibliographie
- Publikationsliste von Alain Fournier auf dblp computer science bibliography